# Dennis Reimer

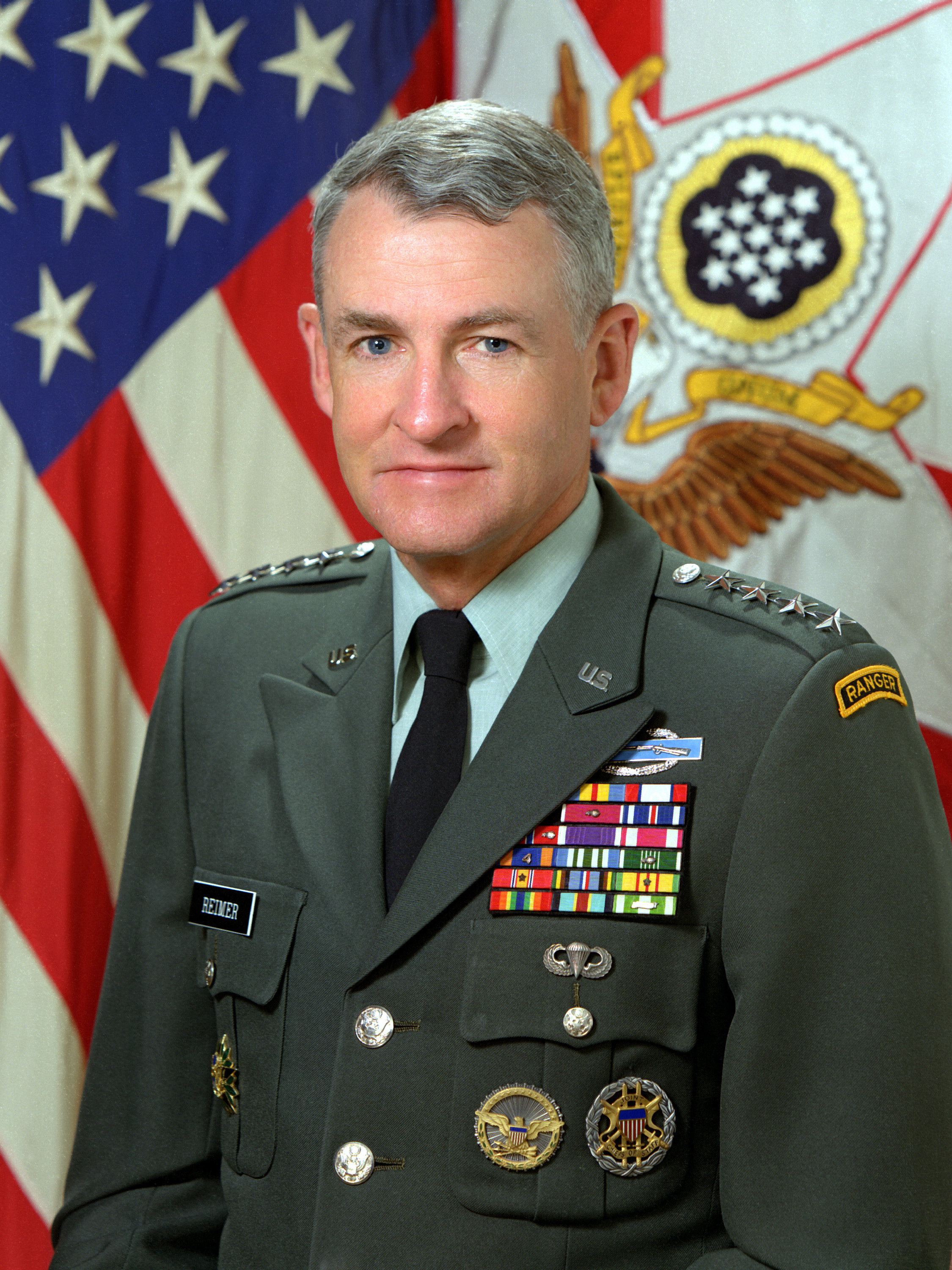
Dennis J. Reimer

Dennis Joe Reimer (* 12. Juli 1939 in Enid, Oklahoma) ist ein ehemaliger Chief of Staff of the Army vom 20. Juni 1995 bis zum 21. Juni 1999 und ein ehemaliger General der U.S. Army.

## Leben und militärische Laufbahn
Reimer wuchs in Medford, Oklahoma auf. Er ist Absolvent der United States Military Academy und wurde zum Second Lieutenant im Juni 1962 befördert. Nach der Beförderung besuchte er den Feld-Artillerieoffiziers-Orientierungskurs bei Fort Sill. Er ist Absolvent der Ranger und Airborne Schule und diente von 1963 bis 1964 als Assistant Executive Officer und Executive Officer, 20. Artillerie, 5. Infanteriedivision (mechanisiert).
Im Juni 1965 wurde er Permanent First Lieutenant und im November 1965 Temporary Captain. Er kehrte von 1965 bis 1966 zurück in die CONUS zur Teilnahme am Artillerie-Offizier-Fortgeschrittenenkurs in Fort Sill und Fort Bliss. Reimer befahl als Nächstes die Company C, 11. Bataillon, 3. Brigade, US Army Training Center, Fort Benning von 1966 bis 1967. Danach war er von 1967 bis 1968 Aide-de-camp des Kommandanten, Armed Forces Staff College, Norfolk, Virginia. Er wurde befördert zum Temporary Major im September 1968, im Juni 1969 zum Permanent Captain. Reimer besuchte das Command and General Staff College von 1970 bis 1971. Er erhielt die Beförderung zum Lieutenant General im September 1987 und war der Befehlshaber der 4. Infanteriedivision (mechanisiert) in Fort Carson 1988–1990.
Durch die Beförderung zum Lieutenant General im Juli 1990 wurde er stellvertretender Stabschef für Operationen und Pläne der US Army und war im Generalstabsausschusses der UNO in Washington, D.C. von 1990 bis 1991. Er erhielt seinen vierten Stern im Juni 1991 als Vice Chief of Staff of the Army von 1991 bis 1993. Ihm wird die Friedenshaltung in Bosnien-Herzegowina und im Kosovo gutgeschrieben. Vom 20. Juni 1995 bis zum 21. Juni 1999 war er der 33. Chief of Staff of the Army. Reimer verließ den aktiven Dienst im August 1999. Nach seiner Pensionierung war Reimer Direktor des National Memorial Institute for the Prevention of Terrorism in Oklahoma City.

## Privatleben
Dennis Reimer heiratete Mary Jo Powers am 28. Dezember 1962. Er hat mit ihr eine Tochter und einen Sohn.

## Auszeichnungen
Auswahl der Dekorationen, sortiert in Anlehnung der Order of Precedence of the Military Awards:
- Defense Distinguished Service Medal
- Army Distinguished Service Medal
- Legion of Merit (2 x)
- Distinguished Flying Cross
- Bronze Star (3 x)
- Purple Heart
- Meritorious Service Medal